# SN 2006ii
SN 2006ii – supernowa typu II odkryta 12 września 2006 roku w galaktyce A003221+0553. W momencie odkrycia miała maksymalną jasność 19,90m.